# Арсенид марганца
Арсенид марганца — неорганическое соединение металла марганца и мышьяка с формулой MnAs,
тёмно-серые кристаллы,
не растворимые в воде.

## Получение
- Спекание порошкообразного марганца и мышьяка:

{\displaystyle {\mathsf {Mn+As\ {\xrightarrow {T}}\ MnAs}}}

## Физические свойства
Арсенид марганца образует тёмно-серые кристаллы
ромбической сингонии,
пространственная группа P nam,
параметры ячейки a = 0,563 нм, b = 0,638 нм, c = 0,362 нм, Z = 4.
Не растворяется в воде.